# Yasuhiro Tominaga
Yasuhiro Tominaga (født 22. maj 1980) er en tidligere japansk fodboldspiller.
Han har spillet for flere forskellige klubber i sin karriere, herunder Nagoya Grampus Eight, Sagan Tosu og Consadole Sapporo.